# هامادا کونیماتسو

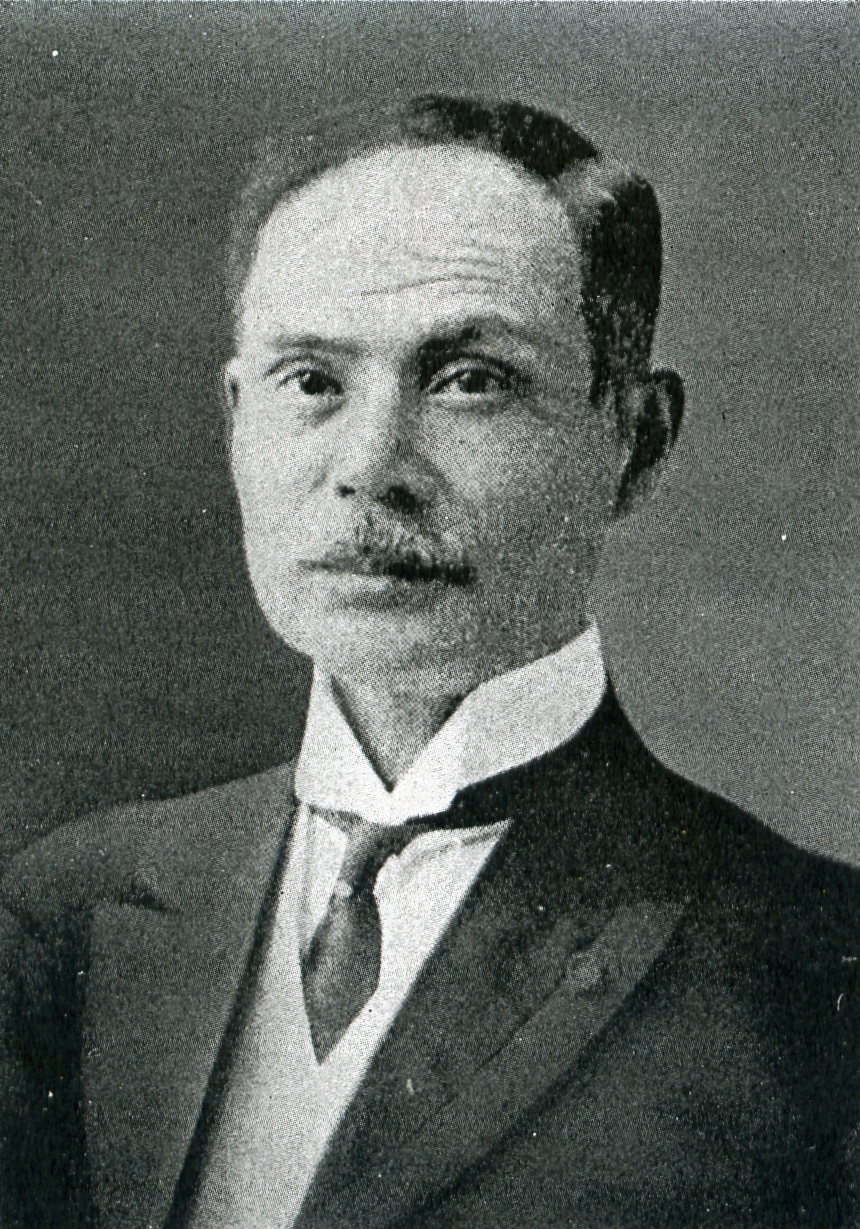
هامادا کونیماتسو

هامادا کونیماتسو (به ژاپنی: 浜田国松)؛ (۱۸۶۸–۱۹۳۹) سیاستمدار، عضو حزب ریکن سییوکای و سی و یکمین رئیس مجلس امپراتوری بود. شهرت وی به علت حادثه هاراکیری پرسش و پاسخ در مجلس امپراتوری بود که موجب استعفای هیروتا کوکی شد.
او تا پایان عمر خود در جبهه ضد فاشیسم و طرفدار لیبرالیسم بود و در حادثه جبهه مردمی در سال ۱۹۳۸ دستگیر شد.